# Marc Gautschi
Marc Gautschi (8 dicembre 1982) è un ex hockeista su ghiaccio svizzero che giocava nella Lega Nazionale A con l'Hockey Club Ambrì-Piotta.

## Statistiche
Statistiche aggiornate a settembre 2011.

### Club
| Stagione  | Squadra         | Stagione regolare | Stagione regolare | Stagione regolare | Stagione regolare | Stagione regolare | Stagione regolare | Playoff | Playoff | Playoff | Playoff | Playoff |
| Stagione  | Squadra         | Lega              | P                 | G                 | A                 | Pt                | PIM               | P       | G       | A       | Pt      | PIM     |
| --------- | --------------- | ----------------- | ----------------- | ----------------- | ----------------- | ----------------- | ----------------- | ------- | ------- | ------- | ------- | ------- |
| 1999-2000 | Bern U20        | Elite Jr. A       | -                 | -                 | -                 | -                 | -                 |         |         |         |         |         |
| 2000-2001 | Bern            | NLA               | 0                 | 0                 | 0                 | 0                 | 0                 | 2       | 0       | 0       | 0       | 0       |
|           | Bern U20        | Elite Jr. A       | 16                | 4                 | 7                 | 11                | 26                | 4       | 1       | 2       | 3       | 8       |
|           | Lausanne        | NLB               | 18                | 1                 | 1                 | 2                 | 6                 |         |         |         |         |         |
| 2001-2002 | Basel           | NLB               | 36                | 0                 | 9                 | 9                 | 10                |         |         |         |         |         |
|           | Zug U20         | Elite Jr. A       | 5                 | 1                 | 2                 | 3                 | 27                | 5       | 0       | 0       | 0       | 2       |
| 2002-2003 | Hermes          | Finland2          | 40                | 3                 | 13                | 16                | 48                | 3       | 0       | 0       | 0       | 0       |
| 2003-2004 | Bern            | NLA               | 25                | 0                 | 0                 | 0                 | 0                 | -       | -       | -       | -       | -       |
|           | Biel            | NLB               | 11                | 1                 | 2                 | 3                 | 8                 | 18      | 0       | 0       | 0       | 6       |
| 2004-2005 | Langenthal      | NLB               | 22                | 0                 | 10                | 10                | 14                | 11      | 1       | 3       | 4       | 18      |
| 2005-2006 | Langenthal      | NLB               | 42                | 5                 | 26                | 31                | 62                | 11      | 1       | 5       | 6       | 22      |
| 2006-2007 | Bern            | NLA               | 8                 | 0                 | 1                 | 1                 | 2                 |         |         |         |         |         |
|           | Langenthal      | NLB               | 31                | 3                 | 14                | 17                | 62                |         |         |         |         |         |
| 2007-2008 | Ambrì-Piotta    | NLA               | 48                | 0                 | 3                 | 3                 | 42                | -       | -       | -       | -       | -       |
|           |                 | Playout           | 10                | 0                 | 1                 | 1                 | 2                 | -       | -       | -       | -       | -       |
| 2008-2009 | Ambrì-Piotta    | NLA               | 38                | 3                 | 7                 | 10                | 26                | -       | -       | -       | -       | -       |
|           |                 | Playout           | 4                 | 0                 | 0                 | 0                 | 2                 | -       | -       | -       | -       | -       |
| 2009-2010 | Ambrì-Piotta    | NLA               | 46                | 2                 | 12                | 14                | 30                | -       | -       | -       | -       | -       |
|           |                 | Playout           | 2                 | 0                 | 0                 | 0                 | 0                 | -       | -       | -       | -       | -       |
| 2010-2011 | Ambrì-Piotta    | NLA               | 40                | 3                 | 5                 | 8                 | 24                | -       | -       | -       | -       | -       |
|           |                 | Playout           | 17                | 0                 | 3                 | 3                 | 10                | -       | -       | -       | -       | -       |
| 2011-2012 | Genève-Servette | NLA               | 43                | 0                 | 4                 | 4                 | 24                |         |         |         |         |         |
|           |                 | Playout           | 4                 | 0                 | 0                 | 0                 | 4                 | -       | -       | -       | -       | -       |
| 2012-2013 | Genève-Servette | NLA               | 46                | 1                 | 12                | 13                | 36                |         |         |         |         |         |
|           |                 | Playoff           | 5                 | 1                 | 0                 | 1                 | 31                | -       | -       | -       | -       | -       |

### Nazionale
| Stagione  | Livello         | Risultati    | Risultati | Risultati | Risultati | Risultati | Risultati |
| Stagione  | Livello         | Competizione | P         | G         | A         | Pt        | PIM       |
| --------- | --------------- | ------------ | --------- | --------- | --------- | --------- | --------- |
| 1999-2000 | Switzerland U18 | WJC-18       | 7         | 1         | 0         | 1         | 2         |

## Palmarès

### Club
- Campionato svizzero: 1

 Berna: 2003-04